# Литературный музей-библиотека Мехмета Акифа Эрсоя
Литературный музей-библиотека Мехмета Акифа Эрсоя — литературный музей и архив на тему турецкой литературы, названный в честь поэта, написавшего гимн Турции — Мехмета Эрсоя. Музей расположен в Анкаре, был создан министерством культуры Турции и открыт 12 марта 2011 года — в день 90-летия со дня принятия написанного Эрсоем гимна.

## История
Музей занимает двухэтажное здание, типичное для «старой» Анкары. Он расположен в квартале Хамамёню района Алтындаг. Музейная библиотека содержит около 7 тысяч книг и 70 периодических изданий, среди них есть труды самого Эрсоя, а также книги о нём. Помимо этого, в библиотеке находятся книги об Ататюрке, Галлиполийской кампании и войне за независимость.
На первом этаже здания выставлены подписанные авторами книги и литературные премии, также там представлены литературные периодические издания. Отдельная секция музея посвящена жизни и деятельности Мехмета Акифа Эрсоя, среди экспонатов представлены в том числе его личные вещи. На втором этаже представлены книги об Анкаре, а также труды авторов, связанных с этим городом. Также в музее проводятся литературные дискуссии, встречи с писателями и поэтические выступления. Ранее в Турции таких музеев не было. На церемонии открытия музея министр культуры Турции Эртугрул Гюнай заявил, что данный музей является одним из сети семи литературных музеев-библиотек, расположенных в семи регионах Турции. Шесть остальных — Литературный музей-библиотека Ахмеда Хамди Танпынара в Стамбуле, Литературный музей-библиотека Ахмеда Арифа в Диярбакыре, Литературный музей-библиотека Караджаоглана в Адане, Литературный музей-библиотека Эрзурумлу Эмраха в Эрзуруме, Литературный музей-библиотека Аттилы Ильхана в Измире и Литературный музей-библиотека Бедри Рахми Эюбоглу в Трабзоне.
Музей открыт по будням с 10:00 до 19:00 по местному времени.